# Chaetodon leucopleura
Chaetodon leucopleura là một loài cá biển thuộc chi Cá bướm (phân chi Rabdophorus) trong họ Cá bướm. Loài này được mô tả lần đầu tiên vào năm 1867.

## Từ nguyên
Từ định danh leucopleura được ghép bởi hai âm tiết trong tiếng Hy Lạp cổ đại: leukós (λευκός; "trắng") và pleurā́ (πλευρᾱ́; "ở phía bên"), hàm ý đề cập đến vùng màu trắng hình chữ L ở hai bên thân của loài cá này.

## Phạm vi phân bố và môi trường sống
Từ quần đảo Farasan (phía nam Biển Đỏ) và đảo Socotra, C. leucopleura được phân bố dọc theo bờ biển Đông Phi trải dài đến đảo Zanzibar (Tanzania), bao gồm Seychelles ngoài khơi, về phía đông dọc theo bờ biển Oman.
C. leucopleura sống trên các rạn viền bờ, thường tập trung ở những khu vực mà san hô phát triển phong phú, hay trên nền đáy nhiều san hô vụn, được tìm thấy ở độ sâu khoảng 7–80 m (phổ biến hơn ở vùng nước sâu).

## Mô tả
C. leucopleura có chiều dài cơ thể lớn nhất được ghi nhận là 18 cm. Loài này có hai màu ở thân: vùng màu trắng xám hình chữ L, được bao quanh bởi màu nâu xám ở phần thân còn lại. Đầu màu trắng, có dải đen từ đỉnh đầu băng dọc qua mắt xuống ngực. Bụng có vài đường sọc mảnh màu vàng (thường không thấy rõ). Nắp mang có đường sọc vàng uốn cong theo rìa. Trừ vây ngực trong suốt, các vây còn lại đều có màu vàng tươi, riêng nửa sau vây đuôi trong suốt.
Số gai ở vây lưng: 12; Số tia vây ở vây lưng: 21–23; Số gai ở vây hậu môn: 3; Số tia vây ở vây hậu môn: 18–19; Số gai ở vây bụng: 1; Số tia vây ở vây bụng: 5.
Vùng thân trắng hình chữ L giúp phân biệt C. leucopleura với nhiều loài có kiểu hình tương tự trong phân chi Rabdophorus.

## Sinh thái học
Thức ăn của C. leucopleura chủ yếu là một số loài thủy sinh không xương sống nhỏ như động vật phù du. Tuy cũng ăn san hô nhưng chúng không hoàn toàn phụ thuộc vào nguồn thức ăn này.
C. leucopleura thường kết đôi với nhau, nhưng cũng có thể sống đơn độc.

## Thương mại
C. leucopleura được thu thập trong ngành kinh doanh cá cảnh nhưng không phổ biến.